# 愛知県道64号一宮犬山線

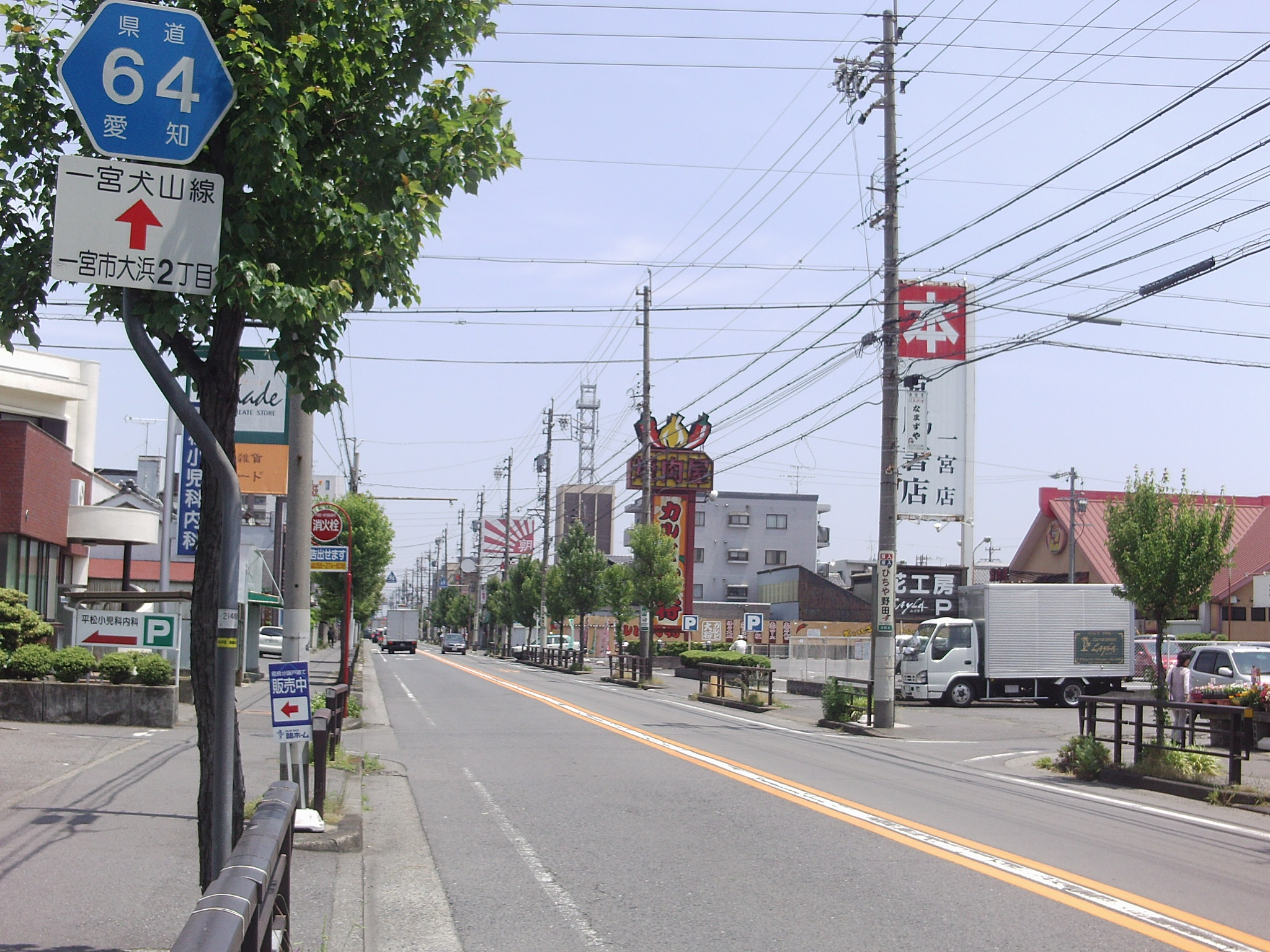
愛知県一宮市大浜

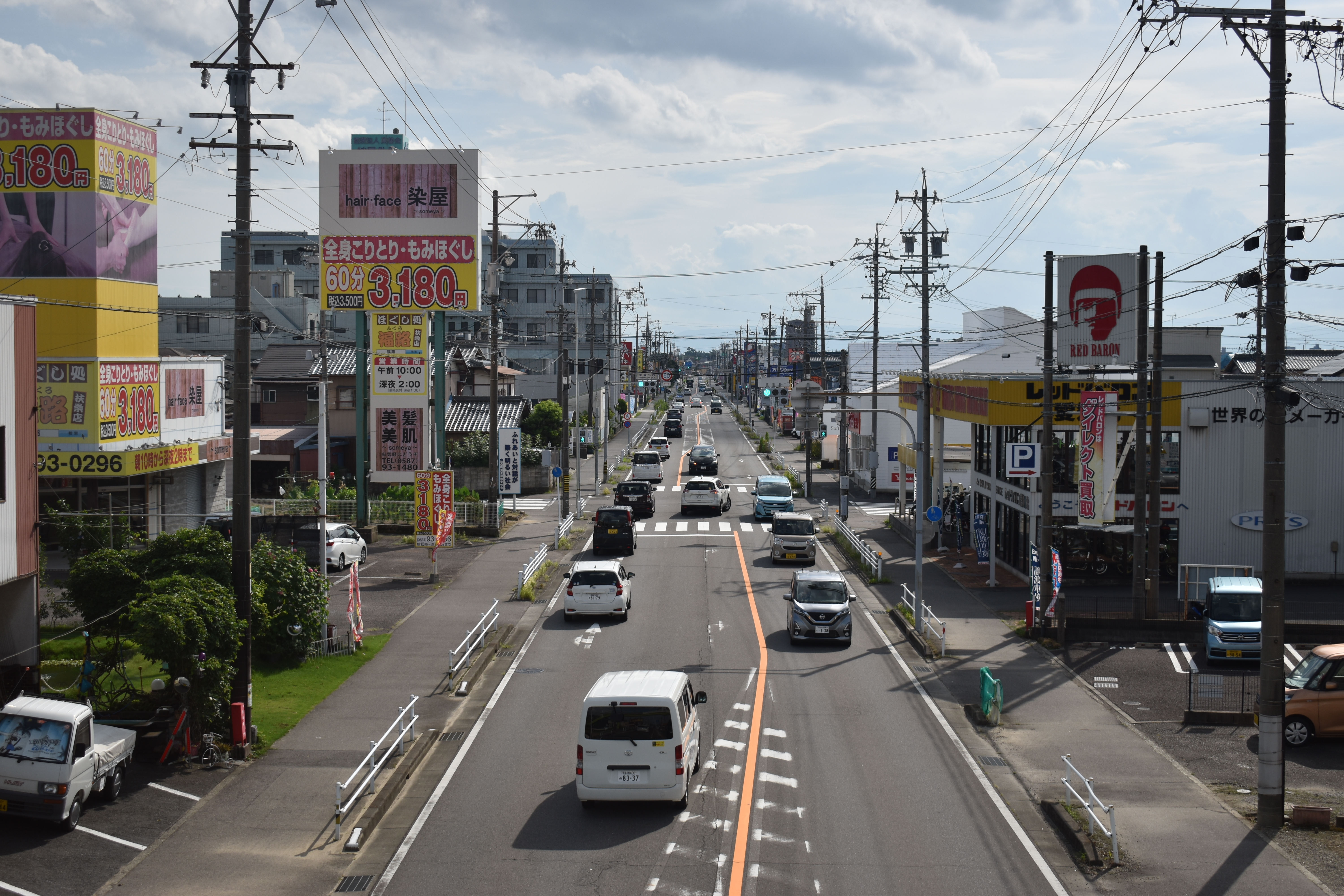
中央道一号横断歩道橋（柏森）から見た愛知県道64号一宮犬山線

愛知県道64号一宮犬山線（あいちけんどう64ごう いちのみやいぬやません）は、愛知県一宮市から江南市、扶桑町を経由し犬山市に至る県道（主要地方道）である。一宮市の両郷町交差点（国道22号線）の付近は渋滞が激しい。

## 概要

### 路線データ
- 起点：愛知県一宮市（大浜交差点：愛知県道18号大垣一宮線交点）北緯35度18分29.6秒 東経136度48分36.8秒
- 終点：愛知県犬山市北緯35度22分35.2秒 東経136度58分13.4秒北緯35度22分21.5秒 東経136度57分56.2秒

## 沿革
- 1956年（昭和31年）4月14日 - 認定。
- 1959年（昭和34年） - 道路改良工事完了。

## 通過する自治体
- 愛知県
  - 一宮市 - 江南市 - 丹羽郡扶桑町 - 犬山市

## 接続する道路
- 愛知県道18号大垣一宮線（大正通り）（一宮市、大浜交差点）北緯35度18分29.6秒 東経136度48分36.8秒
- 国道22号（名岐バイパス）（一宮市、両郷町交差点）北緯35度18分43.5秒 東経136度49分4.3秒
- 国道155号（小牧一宮バイパス・北尾張中央道）（一宮市）北緯35度18分49.1秒 東経136度49分12.9秒
- 愛知県道193号大垣江南線（一宮市、大赤見交差点[北緯35度18分59.4秒 東経136度49分25.9秒] - 若年交差点[北緯35度19分4.3秒 東経136度49分30.9秒]で重複）
- 愛知県道153号浅井清須線（一宮市、時之島交差点）北緯35度19分30.2秒 東経136度50分0.6秒
- 愛知県道175号江南木曽川線（江南市、古知野西小東交差点）北緯35度19分58.1秒 東経136度51分8.6秒
- 愛知県道154号鹿ノ子島南小渕線（江南市、古知野町宮裏交差点）北緯35度20分26.1秒 東経136度51分50.7秒
- 愛知県道182号里小牧北方江南線（藤まんだら通り）（江南市）北緯35度20分30.2秒 東経136度52分0.4秒
- 愛知県道17号江南関線（すいとぴあ名草線）・愛知県道63号名古屋江南線（すいとぴあ名草線）（江南市、桃源交差点）北緯35度20分29.6秒 東経136度52分4.3秒
- 愛知県道179号宮後小牧線（江南市、宮後西交差点）北緯35度20分22.7秒 東経136度52分31.3秒
- 愛知県道156号小渕江南線（愛岐跨線橋通り）・愛知県道179号宮後小牧線（愛岐跨線橋通り）（江南市、江森町南交差点）北緯35度20分42.5秒 東経136度53分22.2秒
- 愛知県道250号柏森停車場線（江南市・丹羽郡扶桑町境）北緯35度20分50.3秒 東経136度53分42秒
- 愛知県道194号斎藤羽黒線（丹羽郡扶桑町、柏森交差点）北緯35度21分12秒 東経136度54分15秒
- 愛知県道192号草井羽黒線（丹羽郡扶桑町、高木道下交差点[北緯35度21分29.5秒 東経136度54分37.2秒]・扶桑町役場西交差点[北緯35度21分36.1秒 東経136度54分44.2秒]）
- 愛知県道27号春日井各務原線（木曽街道）（犬山市、東専正寺交差点）北緯35度22分35.1秒 東経136度56分33秒
- 国道41号（名濃バイパス）・愛知県道49号春日井犬山線（犬山市、塔野地交差点）北緯35度22分21.5秒 東経136度57分56.2秒
- 愛知県道188号善師野西北野線（犬山市、城東橋西交差点）北緯35度22分35.2秒 東経136度58分13.4秒

## 沿線
- テラスウォーク一宮北緯35度18分36.9秒 東経136度49分0.4秒
- 十六銀行一宮東支店北緯35度18分55秒 東経136度49分21.5秒
- 大垣共立銀行一宮東支店北緯35度19分7.6秒 東経136度49分34.9秒
- 岐阜信用金庫西江南支店北緯35度19分53.6秒 東経136度50分44.1秒
- 江南市立古知野西小学校北緯35度19分58.4秒 東経136度51分1.3秒
- 滝中学校・高等学校北緯35度20分7.2秒 東経136度51分24.7秒
- 平和堂江南店（滝高校の斜め前）
- いちい信用金庫東江南支店（古知野中学の斜め前）
- 江南市立古知野中学校北緯35度20分28.9秒 東経136度52分39.6秒
- 江南自動車学校北緯35度20分34.8秒 東経136度53分10.2秒
- 十六銀行扶桑支店北緯35度20分52.2秒 東経136度53分46.1秒
- アクロスプラザ扶桑北緯35度21分53.05秒 東経136度55分18.09秒

## 別名
- 浜町通り（一宮市内）
- 江南中央道（江南市内）
- 中央道（扶桑町内）